# Le Cabaret de la plume d'autruche
Le Cabaret de la plume d'autruche était une émission radio-télévisée française de variétés créée et présentée par Agnès Capri et diffusée simultanément à la radio sur Paris IV Grenelle et à la télévision sur RDF Télévision française de 1948 à 1949. c'était la première émission de variétés  à la télévision française.

## Principe de l'émission
Le Cabaret de la plume d'autruche fait partie de ces émissions de radio également diffusées sur RDF Télévision française alors en manque de programme.
Agnès Capri, qui avait connu tous les poètes des années trente et animait des cabarets, imagine en 1948 une émission de poésie et de chansons qu'elle intitule Le Cabaret de la plume d'autruche. L'émission alterne lecture de poèmes, de textes et chansons filmées en direct et qu'elle présente depuis son théâtre. Pierre Tchernia y fait sa première apparition à la télévision en disant des textes devant la caméra, en en chantant aussi parfois.
Agnès Capri produit aussi une autre émission mettant en lumière les poètes et artistes de Saint-Germain-des-Prés, La Folie Saint-Germain.